# پودولی (ناحیه پرروف)
پودولی (به چکی: Podolí) یک منطقهٔ مسکونی در جمهوری چک است که در ناحیه پرروف واقع شده‌است. پودولی ۲٫۱۳ کیلومتر مربع مساحت و ۲۲۴ نفر جمعیت دارد و ۲۶۲ متر بالاتر از سطح دریا واقع شده‌است.